# Gli uomini in grigio
Gli uomini in grigio è un romanzo del 1935 di Giorgio Scerbanenco.
Si tratta del primo romanzo dell'autore. Fu pubblicato per la prima volta a puntate nel 1935 sulla rivista per ragazzi Il Novellino.
È stato ripubblicato nel 2016.

## Trama
La Casa della Luce è un orfanotrofio fondato dalla ricca e munifica vedova di guerra Lele Varre, in cui i bambini sono seguiti dai premurosi insegnanti Luigi Boca e Miss Rumble. Quando un fantomatico Signor X intenzionato a mettere le mani sulle sue ricchezze comincia a ricattarla, la signora Varre è costretta a chiudere la Casa e si ritrova in giro per mezza Europa braccata dai misteriosi Uomini in Grigio, un'organizzazione che fa capo al Signor X. Ad aiutare la vedova è il piccolo Mario, uno dei trovatelli dell'orfanotrofio, carissimo alla donna, e destinato a finire insieme a lei in un vortice di avventure, inganni e camuffamenti, fino al colpo di scena finale. Pubblicato a puntate nel 1935 sulla rivista per ragazzi "Il Novellino", "Gli uomini in grigio" è in assoluto il primo romanzo di Giorgio Scerbanenco, scritto per i lettori più giovani ma imperdibile per tutti i cultori del noir e per i fedelissimi del grande maestro. Con un intervento di Cecilia Scerbanenco, la postfazione di Luca Crovi e le illustrazioni di Peppo Bianchessi.

## Edizioni
- Gli uomini in grigio, introduzione di Cecilia Scerbanenco, Milano, Rizzoli, 2016, ISBN 978-88-17-08795-7.